# Дискоболия Гроджиск Велкополски
Дискоболия Гроджиск Велкополски (на полски: Dyskobolia Grodzisk Wielkopolski) е полски футболен клуб от град Гроджиск Велкополски. Основан в 1922.

## Успехи
- Носител на Купа на Полша (2):

2005, 2007